# Salve
Unter einer Salve versteht man das gleichzeitige Abfeuern mehrerer Geschütze oder Gewehre oder das Abgeben einer streuenden Feuergarbe durch eine vollautomatische Handfeuerwaffe. 
Die Salve entstand im militärischen Zeremoniell im 16. Jahrhundert als ehrenbezeigender Gruß durch das Salutschießen. Aus dieser Praxis entwickelte sich die taktische Handhabung einer Salve als militärischer Technik.

## Geschichte
Obwohl bereits um das Jahr 1300 Feuerwaffen in Europa aufkamen, dauerte es recht lange, bis auf den europäischen Schlachtfeldern richtige Salven abgefeuert wurden. Dies lag daran, dass die frühen Geschütze und Gewehre ungenau, schwergewichtig und zudem kompliziert in der Handhabung waren. Es kam recht häufig vor, dass diese frühen Feuerwaffen explodierten, wodurch sich das ohnehin schon große Misstrauen gegen diese Waffengattung vergrößerte.

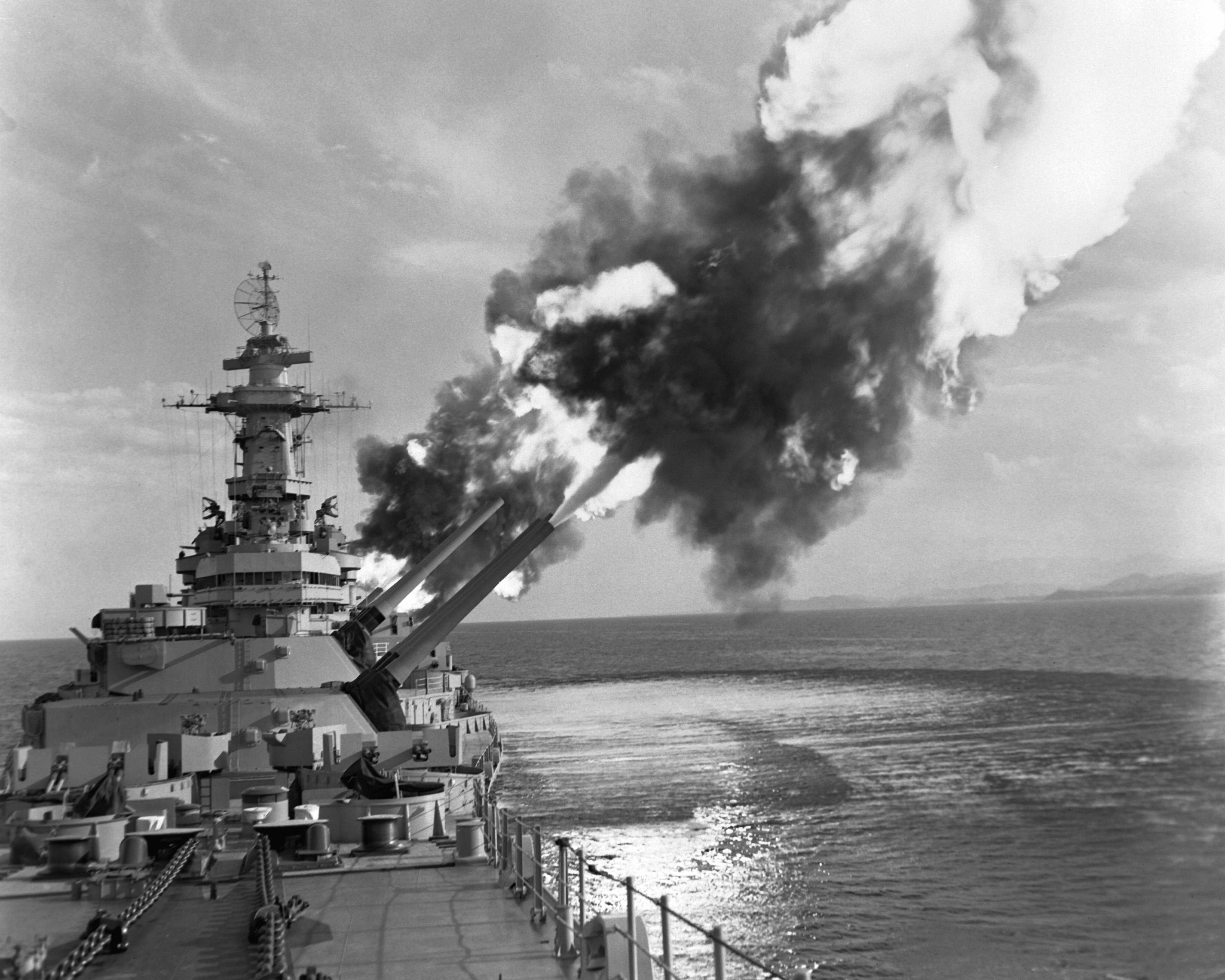
Salve aus 9 Kanonenschüssen der USS New Jersey (BB-62) gegen Kaesŏng während des Koreakrieges 1953.

Als aber gegen Ende des 15. Jahrhunderts ausgereifte Kanonen und im 16. Jahrhundert leistungsfähige Musketen entwickelt wurden, beschleunigte sich die Verbreitung der Feuerwaffen rasant. Zu Beginn des Dreißigjährigen Krieges betrug das Verhältnis der Musketiere zur Anzahl von Pikenträgern auf den Schlachtfeldern in der Regel 1:1, bei Kriegsende 2:1. War es zu Beginn des Krieges jedem Musketier erlaubt, sich sein Ziel selbst auszusuchen, hatte es sich während des Krieges als anscheinend sinnvoll herausgestellt, dass alle Musketiere zeitgleich strikt geradeaus feuern – die Trefferquote schien einfach zu gering. Außerdem waren bis dahin Musketen aufgekommen, die nicht mehr auf eine Gabel gestützt werden mussten, wodurch sich noch mehr Schüsse gleichzeitig abfeuern ließen, indem die erste Schützenreihe niederkniete. Praktiziert wurde das aber erst mit den Steinschlossflinten zur Zeit der Linientaktik des 18. Jahrhunderts.
Wurde eine Salve abgefeuert, entstand in einem bestimmten Abstand von der die Salve abfeuernden Schützenreihe eine so genannte Todeszone, in der jedes Lebewesen, das sich dort aufhielt, mit größter Wahrscheinlichkeit getötet wurde. Im Lauf der Zeit wurde diese Todeszone infolge immer besserer Gewehre und Geschütze größer, was die Anforderungen an die Disziplin der Soldaten erhöhte.
Bis ins 19. Jahrhundert hinein wurden in kriegerischen Auseinandersetzungen Salven von Schützenreihen abgefeuert, zuletzt, wegen der gesteigerten Kampfentfernungen der Infanteriewaffen, durch Angabe eines Haltepunktes im Gelände als Hilfsziel, da nur so auch über größere Distanzen eine wirksame Einschlagdichte erzielt werden konnte. Durch die Entwicklung automatischer Waffen, vor allem des Maschinengewehrs, änderten sich die Kriegstaktiken, so dass das Abfeuern von Gewehrsalven noch seltener wurde, da man gemeinhin zwischen dem Element der Feuerunterstützung (MG) und dem beweglichen Teil unterschied.
Trotzdem wird das Schießen von Salvenfeuer, im gezielten Einzelschuss, auch weiterhin geübt, da auf diese Weise neben der hohen Trefferdichte auch eine Überraschung des Feindes und eine Verschleierung der eigenen Stärke möglich ist. Bei der Artillerie behielt das Salvenfeuer jedoch weiterhin seine Bedeutung. Durch moderne Feuerleitrechner ist es nun möglich, dass ein Geschütz, durch Variation der Treibladung und der Rohrerhöhung, so abgefeuert wird, dass die nacheinander abgefeuerten Geschosse gleichzeitig im Ziel eintreffen (MRSI).